# Serbiens kristdemokratiska parti
Serbiens kristdemokratiska parti (Демохришћанска Странка Србије) är ett politiskt parti i Serbien.
Partiet har under årens lopp deltagit i följande valallianser:
- Serbiens demokratiska opposition, i valet 2000
- Oberoende Serbien, i valet 2003
- Liberaldemokratiska partiet – Čedomir Jovanović, i valet 2008

Partiet är observatör i den Kristdemokratiska Internationalen.